# ESX1
ESX1 (англ. ESX homeobox 1) – білок, який кодується однойменним геном, розташованим у людей на X-хромосомі. Довжина поліпептидного ланцюга білка становить 406 амінокислот, а молекулярна маса — 44 297.
| 10         |  | 20         |  | 30         |  | 40         |  | 50         |
| ---------- |  | ---------- |  | ---------- |  | ---------- |  | ---------- |
| MESLRGYTHS |  | DIGYRSLAVG |  | EDIEEVNDEK |  | LTVTSLMARG |  | GEDEENTRSK |
| PEYGTEAENN |  | VGTEGSVPSD |  | DQDREGGGGH |  | EPEQQQEEPP |  | LTKPEQQQEE |
| PPLLELKQEQ |  | EEPPQTTVEG |  | PQPAEGPQTA |  | EGPQPPERKR |  | RRRTAFTQFQ |
| LQELENFFDE |  | SQYPDVVARE |  | RLAARLNLTE |  | DRVQVWFQNR |  | RAKWKRNQRV |
| LMLRNTATAD |  | LAHPLDMFLG |  | GAYYAAPALD |  | PALCVHLVPQ |  | LPRPPVLPVP |
| PMPPRPPMVP |  | MPPRPPIAPM |  | PPMAPVPPGS |  | RMAPVPPGPR |  | MAPVPPWPPM |
| APVPPWPPMA |  | PVPTGPPMAP |  | VPPGPPMARV |  | PPGPPMARVP |  | PGPPMAPLPP |
| GPPMAPLPPG |  | PPMAPLPPGP |  | PMAPLPPRSH |  | VPHTGLAPVH |  | ITWAPVINSY |
| YACPFF     |  |            |  |            |  |            |  |            |

A: Аланін

C: Цистеїн

D: Аспарагінова кислота

E: Глутамінова кислота

F: Фенілаланін

G: Гліцин

H: Гістидин

I: Ізолейцин

K: Лізин

L: Лейцин

M: Метіонін

N: Аспарагін

P: Пролін

Q: Глутамін

R: Аргінін

S: Серин

T: Треонін

V: Валін

W: Триптофан

Кодований геном білок за функцією належить до репресорів. 
Задіяний у таких біологічних процесах, як транскрипція, регуляція транскрипції. 
Білок має сайт для зв'язування з ДНК. 
Локалізований у цитоплазмі, ядрі.